# Vegetarianismo de Adolf Hitler

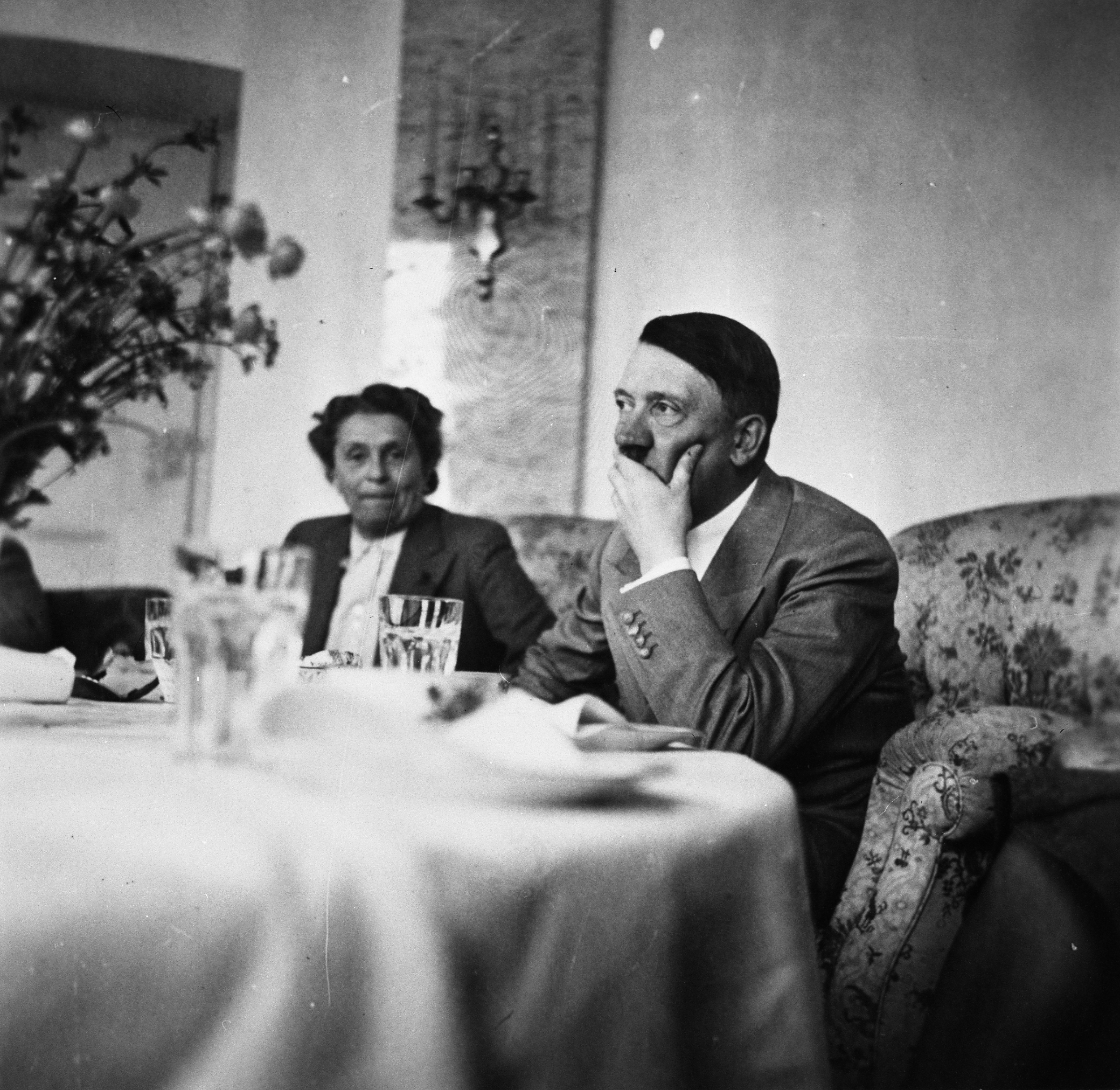
Adolf Hitler cenando.

El vegetarianismo de Adolf Hitler se refiere a la dieta vegetariana de Adolf Hitler que adoptó durante la Segunda Guerra Mundial. Se cree que esta se basó en las teorías históricas antisemitas de Richard Wagner que conectaba el futuro de Alemania con el vegetarianismo. Sin embargo, existe discrepancia entre opiniones de quienes están de acuerdo con que Adolf Hitler practicaba alguna forma de vegetarianismo, a partir de las fuentes de la época y otros que creen que esto no fue cierto, por situaciones como que supuestamente sus cocineros y médicos personales le brindaban alimentos y suplementos de origen animal, sin su conocimiento.
Está ampliamente documentado que, hacia el final de su vida, Hitler se autodenominaba como vegetariano y gustaba de incomodar a otros comensales que degustaban platos de origen animal, señalándoles que estaban comiendo «cadáveres». De igual forma, en su autobiografía «Mi lucha», Hitler resaltó abiertamente su amor por los animales y solidaridad con los mismos, como rasgos propios de su superioridad moral.

## Opiniones a favor
Hitler creía que una dieta vegetariana podía tanto aliviar sus problemas de salud como regenerar espiritualmente a la raza humana. A pesar de estas creencias, muchas personas apuntan que Hitler comía ocasionalmente carne durante la década de 1930. Asimismo, Hitler no fue un vegetariano estricto a pesar de su preferencia por las comidas vegetarianas. Algunas de las referencias modernas al vegetarianismo de Hitler se encuentran en la comedia.

¿Sabes que tu Führer es un vegetariano, y que él no come carne debido a su actitud general respecto a la vida y su amor por el mundo animal? ¿Sabes que tu Führer es un amigo de los animales ejemplar, e incluso como canciller, no se separó de los animales que mantuvo durante años?... El Führer es un ardiente oponente de cualquier tortura en los animales, en particular la vivisección y ha declarado que acabará con esas condiciones... cumpliendo así su papel como el salvador de los animales, de los continuos e innombrables tormentos y el dolor.
Neugeist/Die Weisse Fahne (Revista alemana del movimiento Nuevo Pensamiento)

Conforme a las transcripciones estenográficas traducidas por Hugh Trevor-Roper de conversaciones entre Hitler y su círculo íntimo que se realizaron entre julio de 1941 y 1944, Hitler se refería a sí mismo como vegetariano (de todos modos, el historiador británico Allan Bullock argumenta que Hitler no pudo permitir el uso de una grabadora y las transcripciones escritas fueron editadas por Bormann).
De acuerdo con esas transcripciones fechadas el 11 de noviembre de 1941, Hitler dijo, "Uno puede lamentar vivir en una época en que es imposible formarse una idea de la forma que el mundo asumirá en el futuro. Pero hay una cosa que puedo predecir a los comedores de carne: el mundo del futuro será vegetariano." El 12 de enero de 1942, dijo: "La única cosa que seré incapaz de compartir con los jeques es el cordero. Soy vegetariano, y me deben excusar de su carne."
En conversaciones privadas, Hitler a menudo recitaba los beneficios de comer vegetales crudos, fruta y granos, particularmente para niños y soldados. En un intento de estropearles la comida a sus invitados y provocar que se alejaran de la carne, narraba gráficamente historias de las visitas que hizo a un matadero en Ucrania.
El escritor sobre alimentación Bee Wilson señala:

"Le divirtió estropear los apetitos carnívoros de sus invitados... Cuando bajaron sus tenedores con disgusto, él pudo arengarles por su hipocresía. 'Esto muestra lo cobarde que es la gente', dijo. 'No pueden afrontar hacer ciertas cosas horribles por sí mismos, pero disfrutan de sus beneficios sin una punzada de conciencia."
Bee Wilson

En noviembre de 1938, un artículo de la revista inglesa  Homes & Gardens describía la casa en la montaña de Hitler, El Berghof. Ignatius Phayrethe escribió, "Una larga vida vegetariana en la mesa, las secciones de la cocina de Hitler son todas variadas y están llenas de productos. Incluso con la dieta sin carne de Hitler, es una especie de gourmet; como Sir John Simon y Anthony Eden comprobaron sorprendidos cuando comieron con él en el Palacio Presidencial en Berlín.
Su chef de Baviera, Herr Kannenberg, idea un arsenal imponente de platos vegetarianos, sabrosos y ricos, satisfaciendo al ojo así como al paladar, y todo conforme a los estándares dietéticos que Hitler exige".
En una entrada de diario fechada en el 26 de abril de 1942, Joseph Goebbels describió a Hitler como un vegetariano convencido, escribiendo:

"Un capítulo ampliado de nuestra charla fue dedicado por el Führer a la cuestión vegetariana. Él cree más que nunca que comer carne es perjudicial para la humanidad. Por supuesto, él sabe que durante la guerra no se puede alterar por completo nuestro sistema alimentario. Después de la guerra, sin embargo, tiene la intención de abordar este problema también. Tal vez tiene razón. Sin duda los argumentos que aduce en favor de su punto de vista son muy convincentes."
Joseph Goebbels

Martin Bormann, quien como jefe de la Cancillería del Partido (y secretario privado de Hitler) es considerado por la mayoría de los historiadores como el segundo oficial nazi más poderoso en Alemania, construyó un gran invernadero para Hitler en Berchtesgaden, a fin de mantenerle provisto de frutas y hortalizas frescas durante la guerra. Fotografías personales de los hijos de Bormann muestran que el invernadero sobrevivió, y para 2005, sus bases se encuentran entre las únicas ruinas asociadas con el liderazgo nazi aun visibles en la zona.
Finalmente, en su vida personal, Hitler mostró tendencias anticarne. Hitler desaprobó los cosméticos dado que contenían productos de origen animal. Frecuentemente se burlaba de su amante Eva Braun acerca de su hábito de usar maquillaje.  En su reminiscencia de la postguerra The Enigma of Hitler, el general de la SS Belga y amigo de Hitler, Léon Degrelle escribió: "No puede soportar comer carne, porque ello significa la muerte de una criatura viva. Él rechazaba por igual sacrificar un conejo como una trucha para su comida. Admitía sólo huevos en su mesa, porque para la puesta de huevos la gallina no ha sufrido más que matada."

## Cuestionando el vegetarianismo de Hitler
Aunque Hitler ingiriese productos animales, tales como queso, mantequilla y leche, trataba de no comer carne para no alterar su "nervioso estómago". Sufría de indigestión y espasmos periódicos desde que era adolescente, así como de excesivas ventosidades y sudores incontrolables. El primer dato que se conoce de sus intentos por controlar sus problemas gástricos a través de la dieta aparece en una carta que escribió en 1911 cuando estaba en Viena: "Estoy contento de poderte anunciar que ya me siento completamente bien [...]. No fue sino una ligera indisposición y estoy intentando curarla con una dieta de frutas y verduras" Observó que, cuando reducía la ingesta de carne, no sudaba tanto y no manchaba tanto su ropa interior. También estaba convencido de que al comer verduras sus flatulencias no olían tan mal, algo que le resultaba sumamente embarazoso y que le angustiaba.
Tenía pánico a que le apareciese un cáncer (su madre había muerto así) y creía que la dieta omnívora y la contaminación eran las causantes de esa enfermedad.
También está la cuestión de si las políticas de estado de Hitler apoyaban o no el vegetarianismo. Es mantenido por la British Vegetarian Society que Hitler persiguió y cerró organizaciones y asociaciones vegetarianas alemanas como "Vegetarier-Bund Deutschlands” (cerrada por los propios miembros de la asociación, tras decidir luego de una votación no unirse al "Movimiento Reformista Nazi" en 1936). Sin embargo, esto se debe a la prohibición general de los nazis de cualquier sociedad independiente y no a cualquier hostilidad hacia el vegetarianismo, que Hitler decía apoyar personalmente. "Vegetarier-Bund Deutschlands" sólo comenzó sus actividades legales después que los nazis perdieran la Segunda Guerra Mundial en 1945.
En una carta titulada "Don't Put Hitler Among the Vegetarians", Richard H. Schwartz, autor de Judaism and Vegetarianism, apuntó a que Hitler adoptaba en ocasiones una dieta vegetariana para aliviar su excesiva sudoración y flatulencia, pero su dieta principal estaba centrada en la carne. También mencionó que según conocidos biógrafos de Hitler, como Robert Payne o Albert Speer, a Hitler le encantaban las salchichas, el jamón, el hígado, y la carne de caza. Además argumentó que además de prohibir organizaciones vegetarianas en Alemania y los países ocupados, tampoco instó a la gente alemana a seguir una dieta sin carne como modo de afrontar la escasez de alimentos durante la Segunda Guerra Mundial.
De acuerdo con el citado Robert Payne, el vegetarianismo de Hitler fue una invención hecha por el ministro de propaganda Joseph Goebbels para dotar al Führer de un aire de revolucionario ascético:

"El ascetismo de Hitler jugó un importante papel en la imagen que proyectaba sobre Alemania. De acuerdo con la leyenda ampliamente creída, él nunca fumaba ni bebía, así como tampoco comía carne o tenía nada que ver con mujeres. Sólo lo primero fue cierto."
Robert Payne

Dione Lucas, en su obra "La Escuela de Cocina gourmet Cookbook" (1964), que fue chef de un hotel de Hamburgo antes de la Segunda Guerra Mundial, afirma haber visto a Hitler comer carne a menudo:

"Hitler no fue de ningún modo un vegetariano ético," asegura Berry. Él cree que es importante contrarrestar las aseveraciones de expertos sobre que el jefe nazi se abstuviese de la carne "porque los no vegetarianos tienden a usar el asunto nazi para desacreditar el vegetarianismo en general."
Deborah Rudacille

El autor Rynn Berry, vegetariano y defensor de los derechos de los animales, mantiene que aunque Hitler redujo la cantidad de carne en su dieta, nunca paró de comer carne completamente durante una cantidad de tiempo significativa. Berry argumenta que muchos historiadores usan el término 'vegetariano' incorrectamente para describir a alguien que simplemente reduce su consumo de carne.

"No deseo estropear su apetito por la carne de paloma rellena, pero puede ser que esté interesado en saber que era un gran favorito del Sr. Hitler, que cenó en el hotel a menudo."
Dione Lucas

Traudl Junge, que se convirtió en secretaria de Hitler en 1941, declaró que él "siempre evitaba la carne" pero su cocinero austríaco Kruemel a veces añadió un poco de caldo o grasa animal a sus comidas. "El Fuhrer se dio cuenta la mayoría de veces del intento de engaño, se enfadaba mucho y luego tenía dolor de barriga," dijo Jungle. "Al final sólo le permitieron a Kruemel cocinarle sopa clara y puré de patatas."
En 1943, Marlene von Exner se convirtió en la dietista de Hitler y según se informa añadió médula ósea a sus sopas sin su conocimiento porque "despreciaba" su dieta vegetariana.
Desde 1937 hasta casi la muerte de Hitler por suicidio en 1945, Theodor Morell, su médico personal, le dio "suplementos medicinales" que contenían componentes animales.  Morell suministraba a Hitler diariamente inyecciones de tónicos preparados comercialmente que contenían productos de origen animal, como Gyconorm, un compuesto inyectable que contiene vitaminas B1, B2 y C, músculo cardíaco, glándula adrenal, hígado y páncreas.
Otros preparados inyectados contenían placenta, testosterona bovina y extractos que contenían vesículas seminales y próstata para combatir la depresión. En esa época, se creía popularmente que los extractos de glándulas animales eran "elixires de juventud".
En el documento 2 "Las mujeres de Hitler. Mujeres alrededor de Hitler" del libro "Interrogatorios. El III Reich en el banquillo" puede leerse lo siguiente:

"Éste había prescrito el año anterior la dieta vegetariana de Hitler cuyos componentes solía enviar a la Berghof desde su clínica. La señorita Martiali iba a veces a la cocina a preparar las comidas. Hitler tenía crecientes problemas intestinales y como la ayudante dietética (una medio judía) que le había enviado el Mariscal Antonescu(34) estaba ausente, la elección recayó en la señorita Martiali." (...) "La casa que tenía Hitler en Munich, en la Prinzregentenstrasse, estaba al cuidado de un matrimonio apellidado Winter. El marido se encargaba de todos los detalles de la vivienda, de las reparaciones, etcétera, pero el trabajo principal lo hacía la señora Winter, que tenía el cargo de ama de llaves. Hacía mucho que conocía a Hitler. Era de procedencia humilde. Mantenía la casa, de cinco habitaciones, en orden, y cuidaba de Hitler –en lo que no era competencia de los criados de sexo masculino– cuando estaba en la ciudad. Le preparaba comidas sencillas, consistentes sobre todo en huevos, verduras y ensaladas."
Interrogatorios. El III Reich en el banquillo, "Las mujeres de Hitler. Mujeres alrededor de Hitler", documento 2

Léon Degrelle, general de las SS y amigo de Hitler, escribió: "No soportaba comer carne, porque significaba la muerte de una criatura viva. Sólo toleraba los huevos, porque la puesta del huevo significaba que la gallina había sido conservada en vez de sacrificada".